# Nick Ormerod
Nick Ormerod, né le 9 septembre 1951 à Londres (en Angleterre), est un scénographe et un réalisateur britannique. Il est le cofondateur, avec Declan Donnellan, de la compagnie théâtrale Cheek by Jowl. Il a également coréalisé avec lui le film Bel-Ami, 9e adaptation cinématographique du roman de Guy de Maupassant.
À l'occasion de l'anniversaire de la reine Élisabeth II en 2017, il est nommé officier de l’ordre de l’Empire britannique pour sa contribution à l'art de la scénographie.

## Biographie
Nick Ormerod naît et grandit à Londres, en Angleterre (Royaume-Uni). Il fait des études de droit au Trinity College de Cambridge avant de préparer un Bachelor of Arts en scénographie au Wimbledon College of Art (en). Pendant un an il travaille en tant qu’assistant au Lyceum Theatre à Edinbourg. Il commence ensuite à travailler avec Declan Donnellan sur différents projets pour la Royal Court and Arts Educational School. Ils fondent Cheek by Jowl ensemble en 1981. La compagnie s’affirme peu à peu à travers le monde, active dans plus de 400 villes dans 40 pays. Ormerod et Donnellan sont les co-directeurs artistiques de Cheek by Jowl, qui est basée à Londres, au Barbican Centre, dont la compagnie est Artistic Associate.
Outre ses travaux pour Cheek by Jowl, Nick Ormerod conçoit les productions de la Royal Shakespeare Company : L'École de la médisance en 1998, Le Roi Lear en 2002, ainsi que Great Expectations en 2005 qu’il a adapté avec Declan Donnellan. Il a également conçu Falstaff pour le Festival de Salzbourg en 2001 et le ballet de Roméo et Juliette pour le théâtre Bolchoï de Moscou en 2003. En Russie, il a aussi participé au Conte d’hiver pour le théâtre Maly Drama de Saint-Pétersbourg.
Au cours des années 1990 la compagnie ressere ses liens avec la Russie. Cheek by Jowl est régulièrement invitée à Moscou par Le Chekhov International Theatre Festival, cette relation s’intensifie en 1999 lorsque la Confédération du Théâtre russe sous la direction de Valery Shadrin, commissionne Donnellan et Ormerod pour former une troupe d’acteurs russes à Moscou. La compagnie joue en Russie et à l’international, son répertoire comprend Boris Godounov de Pouchkine, Les Trois Sœurs d’Anton Tchekhov, La Nuit des rois, La Tempête et Mesure pour mesure de Shakespeare.
En 1995, Peter Brook programme Comme il vous plaira aux Bouffes du Nord à Paris et en 2007 il propose à Donnellan et Ormerod de former un groupe d’acteurs français. Le résultat fut le spectacle Andromaque de Racine joué en français qui après une première aux Bouffes du Nord tournera en France et en Europe. En 2013, Cheek by Jowl a ensuite monté Ubu roi d'Alfred Jarry avec cette même troupe d’acteurs. Le spectacle a été largement présenté en Europe ainsi qu’aux États-Unis et au Mexique. Il a également été invité à la Biennale de Venise pour jouer à la Fenice en 2013. En 2018, la collaboration se poursuit avec la création de Périclès, prince de Tyr. C’est la première production d’une pièce de Shakespeare en langue française par Cheek by Jowl.
Nick Ormerod fut nommé dans la catégorie Designer of the Year lors des Laurence Olivier Awards 1988, pour son travail dans A Family Affair, La Tempête et Philoctète. Il remporte en 2008 avec Donnellan le prix Corral de Comedias.

## Théâtre

### Avec la compagnie Cheek by Jowl
- 1981 : La Provinciale de William Wycherley
- 1982 : Othello de William Shakespeare
- 1983 : Vanity Fair, adaptation par Declan Donnellan du roman La Foire aux vanités de William Makepeace Thackeray
- 1984 : Périclès de William Shakespeare
- 1985 : Andromaque de Jean Racine
- 1985 : Le Songe d'une nuit d'été de William Shakespeare
- 1985 : L'Homme à la mode de George Etherege
- 1986 : La Nuit des rois de William Shakespeare
- 1987 : Macbeth de William Shakespeare
- 1988 : Entre soi, on s’arrange toujours d’Alexandre Ostrovski
- 1988 : Philoctète de Sophocle
- 1988 : La Tempête de William Shakespeare
- 1989 : Lady Betty de Declan Donnellan
- 1990 : Sara (de) de Gotthold Ephraim Lessing
- 1990 : Hamlet de William Shakespeare
- 1991 : Comme il vous plaira de William Shakespeare
- 1993 : Les Aveugles de Michel de Ghelderode
- 1993 : On ne badine pas avec l'amour d’Alfred de Musset
- 1994 : Mesure pour mesure de William Shakespeare
- 1994 : Comme il vous plaira (reprise) de William Shakespeare
- 1995 : La Duchesse d’Amalfi de John Webster
- 1997 : Out Cry (en) de Tennessee Williams
- 1998 : Beaucoup de bruit pour rien de William Shakespeare
- 2002 : Homebody/Kabul de Tony Kushner
- 2004 : Othello de William Shakespeare
- 2005 : Great Expectations, adaptation du roman Les Grandes Espérances de Charles Dickens
- 2006 : The Changeling (en) de Thomas Middleton et William Rowley
- 2007 : Cymbeline de William Shakespeare
- 2007 : Les Trois Sœurs d’Anton Tchekhov
- 2000 : Boris Godounov d’Alexandre Pouchkine
- 2008 : Troïlus et Cressida de William Shakespeare
- 2007 : Andromaque de Racine, Théâtre du Nord, TNBA, Comédie de Reims, Théâtre des Bouffes du Nord, La Criée, MC2, Les Gémeaux, Théâtre national de Strasbourg
- 2009 : Macbeth de William Shakespeare, Théâtre Royal de Namur, Les Gémeaux, Théâtre des Célestins, Théâtre du Nord
- 2010 : la tempête de William Shakespeare, Chekhov international theatre festival de Moscou, Les Gémeaux
- 2011 : Dommage qu'elle soit une putain de John Ford, Les Gémeaux, Barbican, Londres, Sydney festival
- 2013 : Ubu Roi d'Alfred Jarry
- 2013 : Measure for Measure de William Shakespeare
- 2016 : The Winter's Tale de William Shakespeare
- 2018 : Périclès, Prince de Tyr de William Shakespeare et George Wilkins

### Avec d’autres compagnies
- 1980 : Dommage qu'elle soit une putain, avec la New theatre company et Angelique Rockas et Declan Donnellan [6]
- 1993 : Sweeney Todd, au Royal National Theatre
- 1996 : Martin Guerre (en), West End
- 2000 : Boris Godounov, au Théâtre d'art de Moscou
- 2002 : Le Roi Lear, avec la Royal Shakespeare Company Academy Company
- 2005 : Great Expectations, avec la Royal Shakespeare Company, une nouvelle adaptation par Declan Donnellan et Nick Ormerod du roman Les Grandes Espérances de Charles Dickens
- Le Conte d'hiver, au théâtre Maly Drama de Saint-Pétersbourg.
- Falstaff, au festival de Salzbourg

## Cinéma
Nick Ormerod a coréalisé avec Declan Donnellan les films suivants :
- 1992 : The Big Fish (court métrage) (également coscénariste)
- 2012 : Bel-Ami (long métrage), adaptation du roman Bel-Ami de Guy de Maupassant